# Sexto Júlio Africano
Sexto Júlio Africano (em latim: Sextus Julius Africanus) foi um viajante e historiador cristão do final do século II e início do III. Foi uma importante influência para Eusébio de Cesareia e todos os padres da Igreja posteriores que escreveram sobre a história da Igreja Católica, e em toda a escola grega de escritores de crônicas.
Seu nome indica que era um africano. Suda o chamou de "um filósofo líbio", enquanto Gelzer o considerou como tendo ascendência romana. Júlio chamava a si mesmo de "nativo de Jerusalém" – que alguns estudiosos consideram ser de fato seu lugar de nascimento – e vivia nas redondezas de Emaús. Sua crônica indica sua familiaridade com a topografia da Palestina.

## Vida
Pouco se sabe sobre a sua vida e todas as datas são incertas. Uma tradição o coloca sob o imperador romano Gordiano III (r. 238–244), outras o mencionam sob Alexandre Severo (r. 222–235). Parece ter conhecido Abgar VIII, o rei cristão de Edessa (r. 176–213). Em De Viris Illustribus, Jerônimo de Estridão afirma que viveu durante o imperador Marco Aurélio.
Também pode ter servido sob Sétimo Severo – então comandante das legiões na Panônia – em 195. Esteve também numa embaixada até Alexandre Severo para pedir a restauração de Emaús, que tinha se transformado em ruínas. Sua missão teve sucesso e desde então a cidade passou a ser conhecida por Emaús Nicópolis.
Júlio viajou para a Grécia, para Roma e foi para Alexandria para estudar, atraído pela fama de sua escola catequética, possivelmente por volta do ano 215. Conhecia grego (que era a língua em que escrevia), latim e hebraico. Foi um soldado e pagão, embora tenha escrito todas as suas obras como um cristão.
Se Júlio era um leigo ou um clérigo permanece um assunto controverso. Tillemont argumentou que pela forma como Júlio se referiu ao padre Orígenes como sendo "caro irmão" que deve ter sido um padre também, mas Gelzer afirma que este argumento é inconclusivo. Textos chamando-o de bispo só apareceram no século IV.

## Obras
Escreveu uma história do mundo (Cronografias, em cinco livros) da criação até o ano 221, cobrindo, de acordo com os seus cálculos, 5.723 anos. Calculou o período entre a criação e Jesus como sendo 5.500 anos, colocando a Encarnação no primeiro dia do Anno Mundi 5.501 (correspondente ao dia 25 de março de 1 a.C.). Este método de contagem levou a diversas eras da criação serem utilizadas no Mediterrâneo oriental grego, e todas localizavam a criação no espaço de uma década de 5.500 a.C.
A história, que tinha um objetivo apologético, não existe mais, mas extensos trechos dela podem ser encontrados na Crônica de Eusébio, que a utilizou extensivamente quando compilou as primeiras listas episcopais. Também há fragmentos em Jorge Sincelo, Jorge Cedreno e no Chronicum Alexandrinum. Eusébio (História Eclesiástica, I.7; VI.31) preservou alguns trechos de uma carta dele para um Aristides, reconciliando aparentes discrepâncias na genealogia de Cristo entre Mateus e Lucas através de uma referência à lei judaica do levirato, que compelia um homem a casar com a viúva de seu irmão falecido, se este morresse sem um descendente masculino. Sua carta à Orígenes afirmando que a história de Susana no Livro de Daniel seria espúria e fictícia e a resposta de Orígenes sobreviveram.
A atribuição a Africano de uma obra enciclopédica intitulada Kestoi (Κέστοι "bordado"), tratando de agricultura, história natural, ciências militares e outros assuntos, tem sido disputada por conta de sua característica secular e muitas vezes crédula. August Neander sugeriu que ela teria sido escrita por Africano antes dele ter se devotado às questões religiosas. Um fragmento de Kestoi foi encontrado entre os Papiros de Oxirrinco.